# Pitón (pintor)

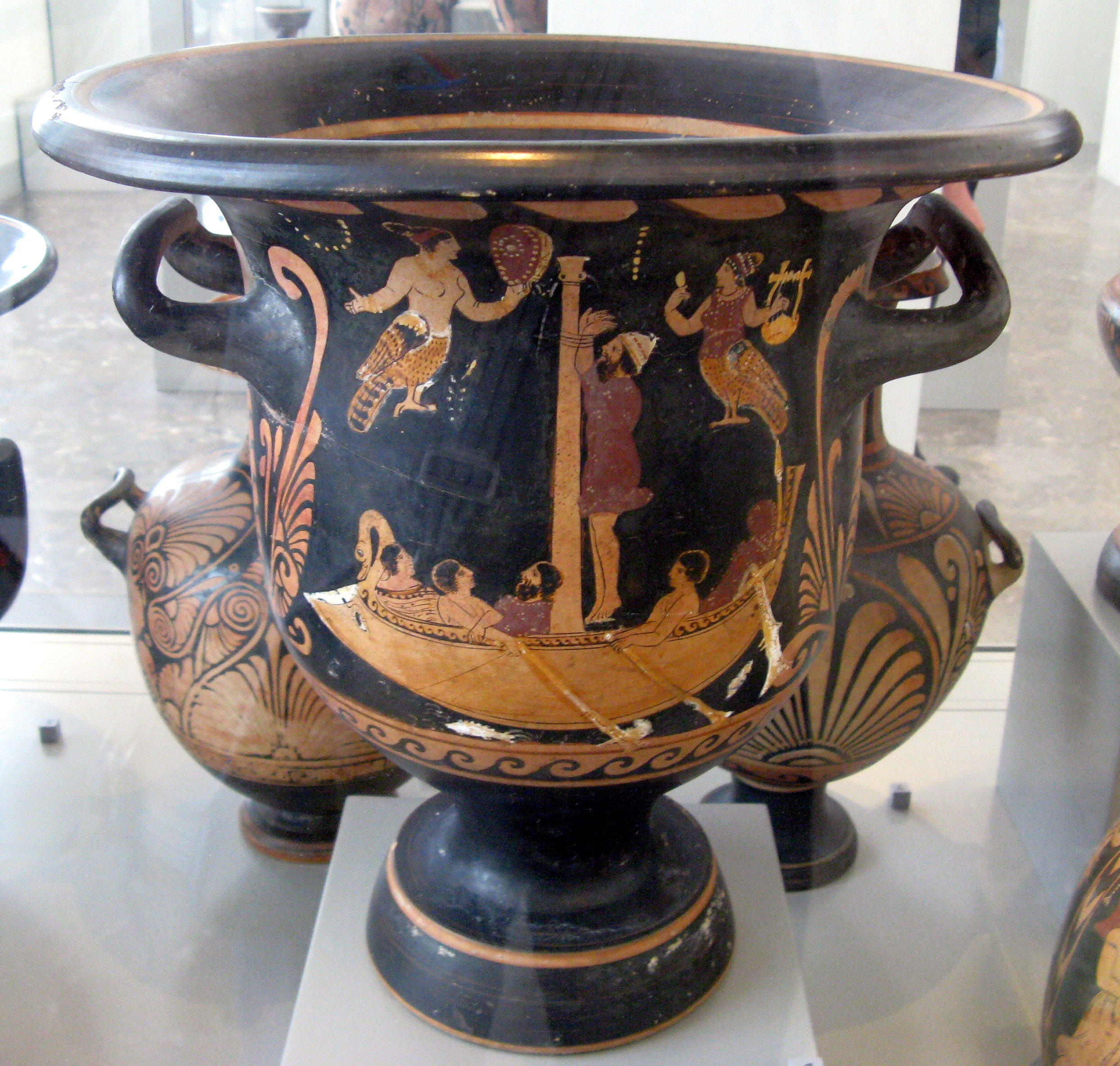
Odiseo y las sirenas, Antikensammlung Berlin.

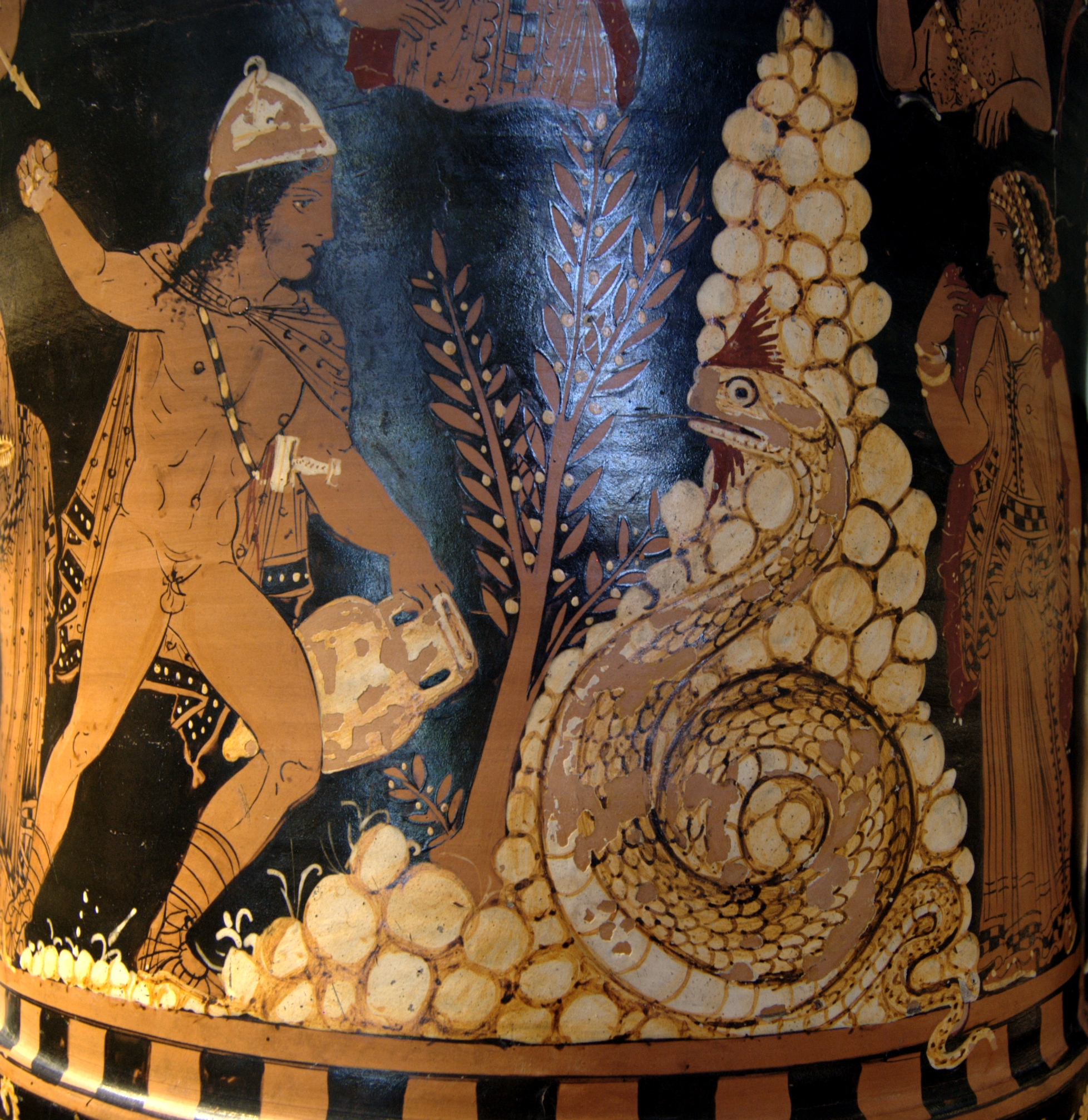
Cadmo lucha contra el dragón. Museo del Louvre.

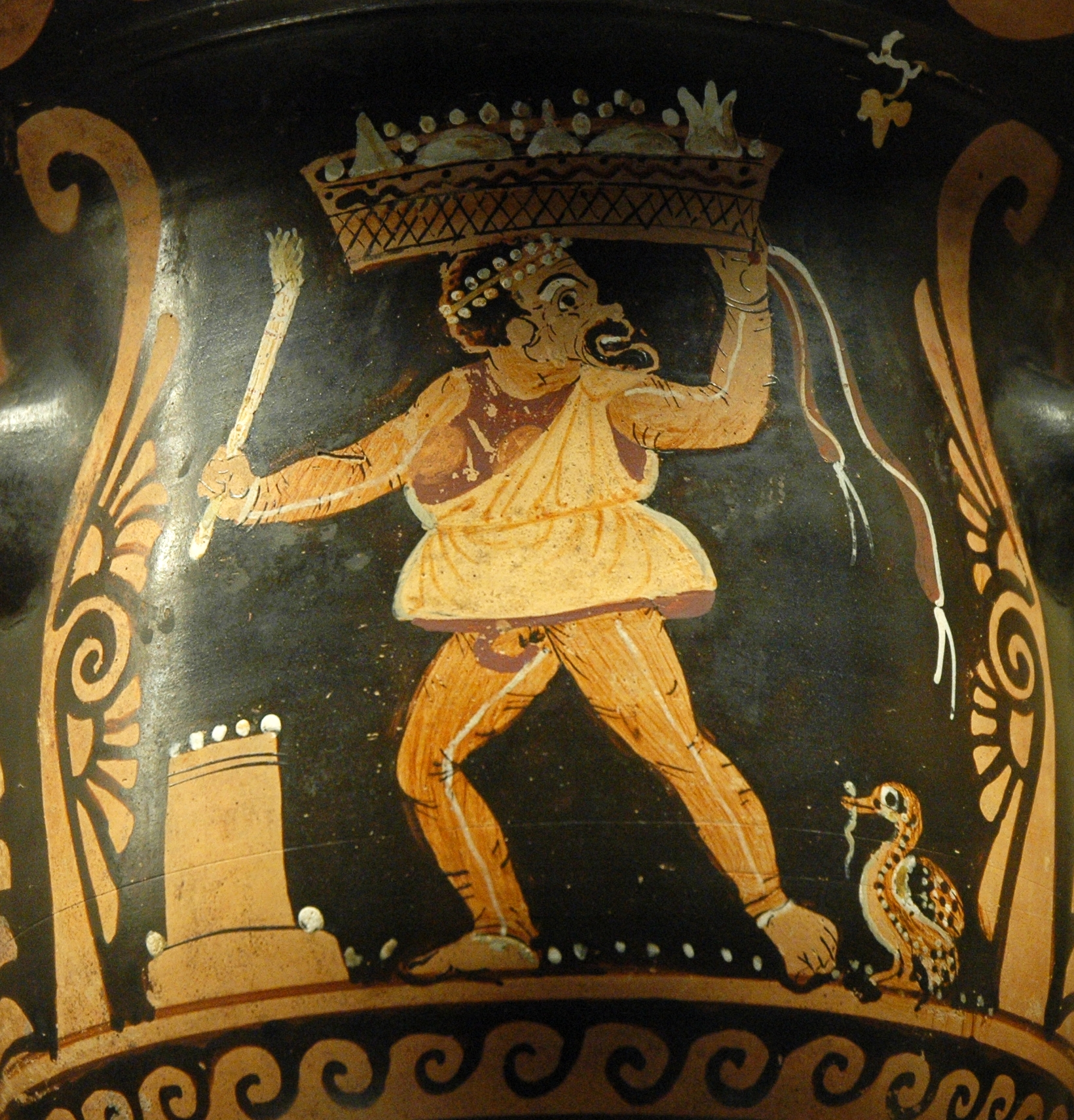
Actor con cesta en la cabeza. Museo del Louvre.

Pitón (en griego antiguo: Πύθων) fue un pintor de cerámica griega del estilo de figuras rojas de Paestum. Junto con su colega de taller Asteas, algo mayor que él, no solo es el único pintor de cerámica paestana, sino el único pintor de vasos de la Baja Italia cuyo nombre ha sobrevivido en las inscripciones. Los aproximadamente 150 vasos que se le atribuyen fueron pintados probablemente entre el 350 y el 325 a. C. 

## Obras
El nombre de Pitón se ha transmitido en dos vasos. El más antiguo es la llamado Crátera de Alcmena, actualmente en el Museo Británico de Londres, el más reciente es la ánfora de cuello con el nacimiento de Helena, conservado en el Museo Arqueológico Nacional de Paestum. Sobre la base de comparaciones estilísticas, se le han atribuido unos 150 vasos más. Además, es probable que haya un gran número de otros vasos, pero la mínima decoración hace difícil atribuirlos a la mano de un pintor. Junto con Asteas, fue la figura artística dominante en el taller Asteas-Pitón, la fábrica de cerámica más importante de cerámica paestana. Richard Green llama a Pitón el —desde un punto de vista estilístico— «hermano pequeño» de Asteas; Arthur Dale Trendall reconoció una gran influencia estilística de Asteas en las obras de Pitón. Por lo tanto, no siempre es fácil distinguir a los dos pintores. Los dibujos rutinarios de Pitón suelen parecer más pesados y torpes. Especialmente en las composiciones de composiciones más grandes, muestra déficits artísticos y no pocas veces sus imágenes parecen sobrecargados, rebuscados y algunas figuras francamente fuera de lugar. Las figuras parecen actuar a menudo en forma de hecatombe. Sin embargo, no por ello su contenido pictórico resulta menos atractivo que el de Asteas. Su repertorio de representaciones de sagas va a menudo más allá de los temas habituales. También los detalles se distinguen a menudo por una gran riqueza de detalles. Por ejemplo, puso gran énfasis en el dibujo de prendas de vestir, en la representación de muebles y otros accesorios, y en el paisaje. Esto también puede aumentar la impresión de desorden. Los colores opacos —blanco, rojo y amarillo— los utiliza con frecuencia. Las figuras principales, en particular, también están marcadas por inscripciones. Las obras antes atribuidas al Pintor de Altavilla se consideran en la actualidad obras de Pitón. 
Las formas de vasos preferidas por Pitón son las ánforas de cuello y las cráteras de campana. Además, también pintó cráteras de cáliz, hidrias y kílices, así como un lécito panzudo. Por lo general, decoraba sus cráteras de campana con imágenes de una o incluso, más a menudo, dos figuras. A menudo son actores, a menudo junto con el dios del teatro, Dioniso. Las cráteras de campana más pequeñas suelen mostrar una sola figura, a Dioniso, Eros o una figura del séquito dionisíaco, como Pan. Sin embargo, son más importantes sus composiciones pictóricas de mayor tamaño. Por ejemplo, en la crátera de Alcmena, muestra a Alcmena sentada en un trono sobre una pira funeraria, a la que prenden fuego Antenor y Anfitrión. Alcmena suplica por su vida a un poder superior, simbolizado en un plano superior de la imagen, en el borde izquierdo, por Zeus, que ya ha lanzado dos rayos y le siguen otras dos nubes de lluvia. Sobre Alcmena aparece un arco en rojo y blanco, que probablemente quiere simbolizar un arcoíris. Pitón también muestra otras imágenes bastante raras: el nacimiento de Helena de un huevo, Cadmo luchando contra el dragón, la muerte de Arquémoro, Orestes en Delfos, el rapto de Ganimedes y Eneo con Agrio. Probablemente todas las representaciones pueden asociarse a escenas de las antiguas tragedias clásicas, principalmente obras de Eurípides. Esto relaciona a Pitón con Asteas: al parecer, las obras de Eurípides eran una reserva popular de motivos para los pintores del taller. Las escenas de las comedias y, aunque en mucha menor medida, la obra de los sátiros también fueron trabajadas por Pitón. Entre las representaciones de la comedia se encuentra, por ejemplo, una crátera de campana de los Museos Vaticanos, en el que se muestra a tres jóvenes divirtiéndose y jugando al cótabo. En el suelo yace un sileno borracho, y a la derecha un músico ameniza la velada. La escena puede identificarse como parte de una comedia gracias a tres máscaras teatrales que cuelgan sobre la escena. Otros dos vasos que representan comedias se encuentran entre los primeros hallazgos de cerámica pintada antigua en la Baja Italia. Entraron en la primera colección de William Hamilton y perecieron con el «Coloso». Aunque muestra a los actores de comedia con más frecuencia, las representaciones de comedias son escasas. En general, Pitón prefiere mostrar a los actores fuera del teatro, en compañía de su dios Dioniso en las fiestas dionisíacas. Dado que los vasos estaban destinados a las tumbas, este tema encaja muy bien, ya que alude a una feliz vida después de la muerte. 
En el reverso de los vasos más pequeños, Pitón suele mostrar los habituales jóvenes con manto. Especialmente en la representación de las prendas Pitón se diferencia aquí de Asteas. Los jóvenes con manto de Pitón muestran a menudo una túnica en forma de V o de U que se pliega en el pecho; además, destaca especialmente la orla de puntos en los bordes de las túnicas. Una excepción en la obra parece ser una crátera de campana de Berlín, cuya imagen no puede asignarse al teatro. Muestra a Odiseo atado al mástil de su barco y a las sirenas. También es la única crátera de campana conocida cuyas zonas pictóricas no están delimitadas por palmetas laterales. Los vasos más pequeños son, en su mayoría, de menor calidad, pero incluso aquí hay excepciones cualitativas, como una escena de farsa flíaca con un actor que lleva una antorcha en una mano y equilibra una bandeja de comida sobre su cabeza. Junto a su pie está dibujado un pájaro con un gusano en el pico. El Pintor del Orestes de Boston es considerado un alumno directo de Pitón. Además, ambos ejercieron una gran influencia en el Pintor de Caivano.
Más allá de las dos firmas y de los vasos asignados mediante comparaciones estilísticas y de las conexiones reconstruidas con el taller y otros pintores, no se sabe nada sobre la personalidad y la vida reales de Pitón. 